# Dénes Dibusz
Dénes Dibusz (* 16. listopadu 1990 Pécs) je maďarský profesionální fotbalový brankář, který chytá za maďarský klub Ferencvárosi TC, jehož je kapitánem, a za maďarský národní tým.

## Reprezentační kariéra
V A-mužstvu Maďarska debutoval 14. října 2014 v kvalifikačním zápase v Tórshavnu proti reprezentaci Faerských ostrovů (výhra 1:0). S maďarským národním týmem se zúčastnil evropské kvalifikace, která přinesla Maďarům postup z baráže na EURO 2016 ve Francii.
Německý trenér maďarského národního týmu Bernd Storck jej zařadil do závěrečné 23členné nominace na EURO 2016 ve Francii. Maďaři se ziskem 5 bodů vyhráli základní skupinu F. V osmifinále proti Belgii se po porážce 0:4 rozloučili s turnajem. Dibusz byl na šampionátu náhradním brankářem a nezasáhl do žádného zápasu, jedničkou mezi tyčemi byl Gábor Király.
Dibusz se stal maďarskou reprezentační jedničkou až v roce 2022, když se zranil dlouholetý brankář RB Lipsko Péter Gulácsi. 14. května 2024 byl Dibusz zařazen do maďarského týmu pro EURO 2024.